# Человек, который хотел быть королём (фильм)
«Человек, который хотел быть королём» (англ. The Man Who Would Be King) — кинофильм, снятый по одноимённому рассказу Редьярда Киплинга.

## Сюжет
1885 год. Дэниел Древотт и Пичи Карнеган — обычные британские солдаты в Индии. Эти два авантюриста в один прекрасный день решают отправиться в таинственную азиатскую страну Кафиристан, чтобы завоевать её и стать её королями, правителями. Для этого они скрепляют свои намерения бумагой, под которой подписывается в качестве свидетеля сам Редьярд Киплинг, корреспондент газеты «Северная Звезда» в Индии, и отправляются в нелёгкий путь с грузом оружия.
После долгого трудного пути они попадают в Кафиристан, страну горцев-язычников, свято чтущих память о «Искандере» — Александре Великом, покорившем этот край в 328 г. до н. э. В первой же деревне англичане встречают последнего члена пропавшей без вести британской географической экспедиции, гуркха Билли Фиша (Мачендру Гаруна), который становится для них переводчиком. Авантюристы убеждают одного из местного правителей, жестокого, но трусливого и честолюбивого Утая, в своей возможности «победить всех его врагов». Воспользовавшись наивностью и необразованностью населения Кафиристана, Дэниел и Пичи предоставляют местным жителям «доказательства» божественного происхождения Дэниела — якобы потомка самого «Сикандра» — Александра Македонского.
Верховный жрец Кафиристана Кафу-Селим хочет проверить божественность Дэниела, пригласив его без оружия в священный город Сикандергуль, то есть «Цветок Александра». Прибыв в этот город, англичане видят руины античного города, среди которых возведены примитивные постройки местных племен. Усомнившись в «божественности» Дэниэла, недоверчивый Кафу-Селим пытается зарезать его ножом, но случайно видит на его груди медальон с изображением «Ока Гора». Такой же был якобы и у Александра Македонского. Теперь их почитает и превозносит народ целой страны; обманув всех, они достигают вершин власти.
Жрецы Кафиристана передают им несметные сокровища царя Александра. Авантюристы планируют увезти их в Британскую Индию после открытия горных перевалов. Но один из них, Денни Древотт, провозглашенный богом-королём, напрочь забывает о том, что он — простой человек. Он всерьез решает жениться на местной красавице Роксане, зачать сына и основать династию. Однако, по местным преданиям, обычный человек сгорает во время соприкосновения с богом. Поэтому во время свадьбы испуганная девушка кусает его щеку до крови. Но у бога не может быть кровотечения…
Толпа жрецов, увидев кровь на щеке Денни, объявляет его самозванцем, и толпа фанатиков в ярости преследует и Денни, и Пичи. Вышколенные англичанами местные стрелки и гуркх Билли Фиш быстро гибнут в неравной схватке, и жрецы хватают обоих самозванцев. Денни Древотт, не желая сдаваться, с веселой песенкой на устах падает с моста в глубокую пропасть, а Пичи распинают между двух сосен, но, после того как он в течение суток остается в живых, отпускают. Через год он добирается до Индии, находит там Редьярда Киплинга и излагает ему всю историю их приключений.

## В ролях
| Актёр             | Роль                       |
| ----------------- | -------------------------- |
| Шон Коннери       | Дэниэл Древотт             |
| Майкл Кейн        | Пичи Карнеган              |
| Кристофер Пламмер | Редьярд Киплинг            |
| Шакира Кейн       | Роксана                    |
| Каррум Бен Буи    | Кафу-Селим                 |
| Саид Джеффри      | Билли Фиш (Мачендра Гарун) |
| Догми Ларби       | Утай                       |

## Факты
- В основу рассказа Редьярда Киплинга «Человек, который хотел быть королём» легла реальная история Иосии Харлана, первого американца, чья нога ступила на территорию Афганистана. Родившийся в Пенсильвании, авантюрист по натуре, Харлан в начале XIX века отправился в Афганистан. Эмир Кабула, Дост Мухаммад-хан, заметив полководческий талант Харлана, сделал его главнокомандующим всей афганской армией.
- После съемок фильма «Человек, который хотел быть королём» Шон Коннери и Майкл Кейн должны были получить 5 % от прибыли. Студия «Эллайд Артистс» обманула Коннери и Кейна, недоплатив им по 110 тысяч долларов.
- Каррум Бен Буи был сторожем оливкового сада, расположенного неподалёку от места съемок. Он был приглашен сниматься в фильме. Для 103-летнего Каррума, сыгравшего верховного жреца Кафу-Селима, эта роль стала первой и последней в его жизни.
- Режиссёр Джон Хьюстон и продюсер Джон Фореман выбрали для съемок Марокко из-за опасности и дороговизны съемок в Афганистане.
- Британская актриса и модель индийского происхождения Шакира Бакш, познакомившись с актёром Майклом Кейном в 1973 году, вскоре после этого вышла за него замуж.
- Кафиристан, то есть «страна неверных» — исторический регион на границе между Афганистаном и Пакистаном, к югу от хребта Гиндукуш. Издавна населен был нуристанскими племенами, потомками древних ариев, а, по одной из гипотез, воинов Александра Великого. Племена эти вплоть до конца XIX в. сохраняли языческие верования. В 1896 году Кафиристан был завоеван афганским эмиром Абдур-Рахманом, искоренившим язычество и насильно обратившим местное население в ислам суннитского толка. Сам Кафиристан переименован был в Нуристан, то есть «страну света». Только небольшому народу калашей до сих пор удаётся сохранять там языческие верования.
- Сценарист и режиссёр Джон Хьюстон мечтал об этом проекте несколько десятилетий. Первоначально он хотел снять фильм по рассказу Киплинга в 1940-х годах с Кларком Гейблом и Хамфри Богартом. Позже ему виделись Берт Ланкастер и Кирк Дуглас, а также Роберт Редфорд и Пол Ньюман. Однако долгое ожидание оправдало себя: Майкл Кейн, Шон Коннери и Кристофер Пламмер продемонстрировали уникальнейшее актёрское мастерство.

## Номинации
- 1976 — четыре номинации на премию «Оскар»: лучший адаптированный сценарий (Джон Хьюстон, Глэдис Хилл), лучший художник (Александр Траунер, Тони Инглис, Петер Джеймс), лучший художник по костюмам (Эдит Хэд), лучший монтаж (Рассел Ллойд).
- 1976 — две номинации на премию BAFTA: лучшая операторская работа (Освальд Моррис), лучший художник по костюмам (Эдит Хэд).
- 1976 — номинация на премию «Золотой глобус» за лучшую оригинальную музыку (Морис Жарр).
- 1976 — номинация на премию Гильдии сценаристов США за лучшую адаптированную драму (Джон Хьюстон, Глэдис Хилл).